# Фаркеу
Фаркеу (рум. Farcău) — найвища вершина в Мармарошах. Висота — 1957 м. Розташована на півночі жудеця Марамуреш.  Рельєф і рослинність вершини — типові для гір Мармароського масиву.

## Галерея

Фаркеу з передвершини Піп Іван Мармароський
Гори Фаркеу та Міхайлик